# Geremia Trinchese
Geremia Trinchese (Nola, 18 agosto 1906 – Mai Ceu, 31 gennaio 1936) è stato un militare italiano, insignito della medaglia d'oro al valor militare alla memoria nel corso della guerra d'Etiopia.

## Biografia
Nacque a Nola (NA), il 18 agosto 1906, figlio di Francesco e Annunziata Manganelli. Dopo aver conseguito il diploma di geometra presso l'Istituto tecnico di Caserta, nel luglio 1929 venne chiamato a prestare servizio di leva nel Regio Esercito e, un anno dopo, fu promosso sottotenente di complemento dell'arma di fanteria dopo avere frequentato il corso allievi ufficiali di Moncalieri. Ultimato nel febbraio 1931 il servizio di prima nomina nel 38º Reggimento fanteria, l'anno successivo venne richiamato in servizio attivo per essere destinato al Regio corpo truppe coloniali della Tripolitania. Sbarcato in Libia nel marzo 1932, venne assegnato in servizio al XIX Battaglione eritreo. Nel settembre 1934 ottenne il trasferimento al Regio corpo truppe coloniali d'Eritrea e il 3 ottobre 1935,  promosso tenente a scelta ordinaria qualche tempo prima, passò il fiume Mareb per iniziare le operazioni belliche nella guerra d'Etiopia con il IV Battaglione "Toselli". Cadde in combattimento nel corso della battaglia di Mai Ceu il 31 marzo 1936 e fu decorato con la medaglia d'oro al valor militare alla memoria.

### Fonti
1. 1 2 3 4 5  Combattenti Liberazione.
2. 1 2 3  Gruppo Medaglie d'Oro al Valor Militare 1965, p. 162.
3. ↑   Medaglia d'oro al valor militare Trinchese, Geremia, su quirinale.it, Quirinale. URL consultato l'11 luglio 2021.